# Abraham Kattumana
Abraham Kattumana (Vaikom, 21 gennaio 1944 – Roma, 4 aprile 1995) è stato un arcivescovo cattolico indiano della Chiesa cattolica siro-malabarese.

## Biografia
Abraham Kattumana nacque a Vaikom il 21 gennaio 1944 da George Kattumana e Marykutty George Thuruthumaliyi.

### Formazione e ministero sacerdotale
Dopo aver completato la scuola media, il 13 giugno 1960 entrò nel seminario minore "Sacro Cuore" dell'arcieparchia di Ernakulam. Nel 1962 iniziò a studiare filosofia nel seminario pontificio "San Giuseppe" ad Alwaye. Dopo tre mesi venne mandato a Roma per proseguire gli studi. Dal 1962 al 1969 studiò filosofia e teologia alla Pontificia Università Urbaniana.
Il 3 maggio 1969 a Roma venne ordinato presbitero dal cardinale Joseph Parecattil. In seguito entrò nella Pontificia accademia ecclesiastica, l'istituto che forma i diplomatici della Santa Sede.
Il 15 aprile 1973, completati con successo gli studi, entrò nel servizio diplomatico della Santa Sede. Lavorò nelle rappresentanze pontificie in Indonesia, Uruguay, Iraq, Nuova Zelanda e Gran Bretagna.

### Ministero episcopale
L'8 maggio 1991 papa Giovanni Paolo II lo nominò arcivescovo titolare di Cebarades, nunzio apostolico in Benin e pro-nunzio apostolico in Ghana e Togo. Ricevette l'ordinazione episcopale il 3 agosto successivo a Ernakulam dal cardinale Antony Padiyara, arcieparca metropolita di Ernakulam-Angamaly, coconsacranti l'eparca di Thamarasserry Sebastian Mankuzhikary e quello di Palai Joseph Pallikaparampil.
Il 16 dicembre 1992 venne nominato delegato pontificio per la Chiesa cattolica siro-malabarese che lo stesso giorno aveva ricevuto lo status di Chiesa arcivescovile maggiore. Kattumana venne nominato per "esercitare durante il proprio mandato le funzioni di governo pastorale proprie dell'arcivescovo maggiore". Aveva anche la facoltà di convocare e presiedere il sinodo, di istituire il sinodo permanente e gli altri organi pastorali e legislativi della Chiesa e di avviare il funzionamento del seminario apostolico di San Tommaso a Vadavathoor, Kottayam. La Chiesa era formalmente guidata dal cardinale e arcivescovo maggiore Antony Padiyara che però non godeva di buona salute.
Il 30 marzo 1995 partì alla volta di Roma per incontrare il papa e i funzionari di diversi dicasteri della Curia romana. Mentre perseguiva la sua missione venne ricoverato nella clinica delle Figlie di Santa Maria di Leuca nei sobborghi di Roma nel pomeriggio del 3 aprile in osservazione terapeutica. Nonostante le attenzioni di medici esperti, morì nelle prime ore del 4 aprile dopo un grave arresto cardiaco. La sua salma arrivò a Ernakulam il giorno successivo e dopo le esequie venne sepolta nella locale cattedrale di Santa Maria accanto a quella del cardinale Joseph Parecattil che lo aveva ordinato sacerdote.

## Genealogia episcopale
La genealogia episcopale è:
- Cardinale Scipione Rebiba
- Cardinale Giulio Antonio Santori
- Cardinale Girolamo Bernerio, O.P.
- Arcivescovo Galeazzo Sanvitale
- Cardinale Ludovico Ludovisi
- Cardinale Luigi Caetani
- Cardinale Ulderico Carpegna
- Cardinale Paluzzo Paluzzi Altieri degli Albertoni
- Papa Benedetto XIII
- Papa Benedetto XIV
- Papa Clemente XIII
- Cardinale Marcantonio Colonna
- Cardinale Giacinto Sigismondo Gerdil, B.
- Cardinale Giulio Maria della Somaglia
- Cardinale Carlo Odescalchi, S.I.
- Cardinale Costantino Patrizi Naro
- Cardinale Lucido Maria Parocchi
- Papa Pio X
- Papa Benedetto XV
- Cardinale Willem Marinus van Rossum, C.SS.R.
- Arcivescovo Leo Peter Kierkels, C.P.
- Vescovo René-Jean-Baptiste-Germain Feuga, M.E.P.
- Cardinale Antony Padiyara
- Arcivescovo Abraham Kattumana